# Mesopotamië
Mesopotamië (Oud-Grieks voor tussen de rivieren) of Tweestromenland, (Aramees: Beth Nahrin ܒܝܬ ܢܗܪܝܢ, Arabisch: بلاد مابين النهرين, Bilad ma bayn Al-Nahrayn of بلاد الرافدين, Bilad ar-Rafidayn, Grieks: Μεσοποταμία, Perzisch: بین‌النهرین ook بِینُ الْنَهرِین of میانْ دو رود, Turks: Mezopotamya) is het gebied rond de rivieren Tigris (ca. 1900 km) en Eufraat (ruim 2.700 km lang). Het vormt het kerngebied van de huidige staat Irak, en besloeg verder het noordoosten van het huidige Syrië en delen van Turkije. Het stond in nauw contact met Elam, in het huidige Iran, en met Dilmun, het huidige Bahrein.
In geschiedkundige werken worden in Mesopotamië vaak Assyrië in het noorden en Babylonië in het zuiden onderscheiden; dit zijn geografische aanduidingen die echter niet altijd met staten overeenkwamen. Babylonië bestond oorspronkelijk uit twee delen, het zuidelijke Soemer en wat noordelijker Akkad. In de loop van de geschiedenis slibde de delta steeds verder aan. Die streek wordt het Zeeland genoemd.

## Etymologie
Het toponiem Mesopotamië komt van de Oudgriekse woorden μέσος (mesos) "midden" en ποταμός (potamos) "rivier" en betekent letterlijk "(land) tussen rivieren". Het wordt in de Griekse Septuagint (ca. 250 v.Chr.) gebruikt om het Hebreeuwse equivalent Naharaim te vertalen. Mesopotamië wordt ook gebruikt in de Anabasis Alexandri, die weliswaar in de 2e eeuw n.Chr. is geschreven maar terugverwijst naar bronnen uit de tijd van Alexander de Grote. In de Anabasis wordt Mesopotamië gebruikt om het land ten oosten van de Eufraat in Noord-Syrië aan te duiden. De Aramese term biritum/birit narim duidde dezelfde regio aan.
De term Mesopotamië werd later breder toegepast op al het land tussen de Eufraat en de Tigris, waardoor ook delen van Turkije en het grootste deel van Irak erdoor bestreken werd. De aangrenzende steppes ten westen van de Eufraat en het westelijke deel van het Zagrosgebergte valt ook vaak onder de term Mesopotamië.
Er wordt vaak een verder onderscheid gemaakt tussen Noord- en Zuid-Mesopotamië. Noord-Mesopotamië wordt soms Jazira genoemd en omvat het gebied rond de Eufraat en de Tigris vanaf hun bronnen in het noorden tot aan Bagdad in het zuiden. Zuid-Mesopotamië bestaat uit zuidelijk Irak, Koeweit en delen van West-Iran.
In modern wetenschappelijk gebruik heeft de term Mesopotamië vaak ook een chronologische connotatie. Tot aan de komst van de Islam wordt het gebied Mesopotamië genoemd; daarna worden meestal namen zoals Syrië of Irak gebruikt of soms de Jezirah.

## Geografie
Het grondgebied van historisch Mesopotamië ligt grotendeels binnen de grenzen van het huidige Irak en Koeweit, maar omvat ook een groot deel van het huidige Syrië en kleinere delen van Turkije en Iran.
Aan de oostgrens wordt het begrensd door het berggebied van het Zagrosgebergte van Iran. In het westen en zuiden wordt het begrensd door de Syrische Woestijn en de Grote Arabische Woestijn. De noordgrens is minder scherp bepaald omdat de bronnen van de beide rivieren in de Taurus in het midden van oostelijk Anatolië liggen, een gebied dat meestal niet meer tot Mesopotamië gerekend wordt. De noordelijke gebieden waren vaak een twistappel met buurlanden zoals Mitanni, Urartu of het Hettitische Rijk. In het zuidoosten lag Elam, dat lang zijn eigen taal en cultuur had.
Net als Egypte dankt Mesopotamië zijn vruchtbaarheid rond de rivieren aan de regelmatig terugkerende overstromingen van de Tigris (ca. 1900 km) en vooral de Eufraat (ca. 2800 km lang). Dagelijks wordt zo'n drie miljoen ton sediment aangevoerd dat zich op de beddingen ophoopt. Zij liggen dan ook hoger dan het omringende akkerland, dat gemakkelijk geïrrigeerd kan worden. In het noorden liggen steden als Ninive nog steeds aan de stroom, maar naar het zuiden verplaatsen de rivierbeddingen zich regelmatig en liggen de ruïnes van oude steden er nu vaak kilometers vandaan.

## Chronologie
Twee soorten dateringen kunnen worden onderscheiden: een relatieve en een absolute chronologie. De eerste plaatst fases, periodes, culturen en regeringen in de juiste volgorde, terwijl de laatste ze dateert in absolute jaartallen. Archeologen stellen een relatieve chronologie op door archeologische vindplaatsen zorgvuldig op te graven en hun stratigrafie te reconstrueren. Deze kunnen vervolgens absoluut gedateerd worden door dateringstechnieken zoals C14-datering of jaartallen die in inscripties genoemd worden. Door deze technieken te combineren is een chronologisch kader opgebouwd dat nog steeds veel onzekerheden kent maar ook steeds verder verfijnd wordt.
De meeste prehistorische en vroeg-historische periodes zijn gedefinieerd aan de hand van artefactassemblages die representatief zijn voor iedere periodes. Deze periodes zijn vaak genoemd naar de vindplaats waar het materiaal voor het eerst werd herkend, zoals de Halafcultuur, de Obeidcultuur en de Jemdet Nasr-periode. Met de opkomst van historische bronnen worden periodes meestal genoemd naar de dominante dynastie of staat, zoals de derde dynastie van Ur en de Oud-Babylonische periode. De regeringen van koningen kunnen tot in het 1e millennium v.Chr. precies gedateerd worden, maar in het 2e en 3e millennium v.Chr. neemt de foutmarge in de datering aanzienlijk toe
Gebaseerd op verschillende schattingen van hoelang opeenvolgende historische periodes duurden, zijn er door onderzoekers lange, midden, korte, en ultrakorte chronologieën opgesteld. Deze chronologieën lopen tot wel 150 jaar uiteen in de absolute datering van individuele periodes. Al deze chronologieën hebben hun eigen problemen. Momenteel wordt in handboeken over de archeologie en geschiedenis van het oude Nabije Oosten de midden-chronologie het meest gebruikt. Een studie uit 2001 over hoge-resolutie C14-dateringen uit Turkije ondersteunde absolute dateringen die erg dicht tegen de dateringen aanlagen zoals die door de midden-chronologie worden voorgesteld.
- Jarmo (6800 v.Chr.)
- Hassuna-periode (5500 v.Chr.)
- Halaftijd (5000 v.Chr.)
- Obeidcultuur (4000-3500 v.Chr.)
- Urukperiode (3500-3200 v.Chr.)
- Jemdet Nasr-periode (3100-2900 v.Chr.)
- Vroeg-dynastieke Periode (midden-chronologie 2900–2350 v.Chr. of korte chronologie 2800–2230 v.Chr.)
- Akkadische periode (midden-chronologie 2350–2170 v.Chr. of korte chronologie 2230–2050 v.Chr.)
- Guti-invasie (2250-2100 v.Chr.)
- Derde dynastie van Ur (2060-1950 v.Chr.)
- Isin-Larsa-periode (2000-1800 v.Chr.)
- Oud-Assyrische periode (1900-1550)
- Eerste Dynastie van Babylon (1830-1600 v.Chr.)
- Kassieten veroveren Babylon (1600-1200 v.Chr.)
- Hurrieten veroveren Assyrië (1550-1350 v.Chr.)
- Midden-Assyrische Rijk (1350-1050 v.Chr.)
- Tussenperiode (1050-900 v.Chr.)
- Nieuw-Assyrische Rijk (900-609 v.Chr.)
- Nieuw-Babylonische Rijk (626-539 v.Chr.)

## Geschiedenis

### Hassuna en Halaf-tijd
Voor 6000 v.Chr. ontstaan ommuurde marktsteden in Neder-Mesopotamië in de zogenaamde Hassuna, Samarra en Halaf-tijd. Landbouw, veeteelt, jacht en visserij vormden de basis van het economisch leven. De eigen producten werden voornamelijk lokaal verbruikt. Handel bestond enkel voor de invoer van ontbrekende producten (hout, metaal, obsidiaan en steen). Voedingsproducten zoals dadels, textiel en kunstvoorwerpen werden uitgevoerd.

### Obeid
Na 6000 v.Chr. begint de Obeidcultuur, waarin de bevolking groeit door de geregelde toevoer van voedingswaren (gerst, tarwe, vis en vlees). In Neder-Mesopotamië hing de landbouw van de waterstanden af. Daarom begon men al vroeg met irrigatiewerken en ook met het bestuderen van de sterrenhemel om de seizoenwisselingen duidelijk vast te kunnen stellen. Vrij vroeg echter bleek ook dat als gevolg van irrigatie verzilting van de grond optrad. Men zocht dan andere landbouwgronden op of teelde planten die beter weerstand bieden tegen zout, zoals gerst in plaats van tarwe. De dadelcultuur was heel uitgebreid. Men teelde verder ook sesam, uien, bonen en allerlei andere groentesoorten.

### Sumerië

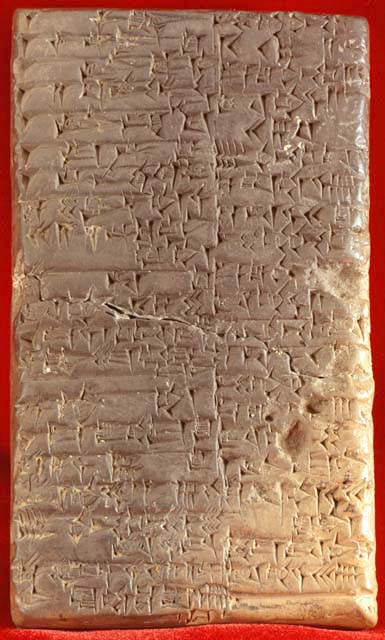
Kleitablet met Soemerisch spijkerschrift.

In het zuiden leefden de Soemeriërs. De hele geschiedenis van Soemerië bestrijkt een periode van 3800 tot 2000 v.Chr.. De geschiedenis van Soemerië wordt gewoonlijk verdeeld in vijf perioden, de eerste is de Urukperiode (3800-3100). In 3400 is er al een handelspost van de Soemeriërs in Habuba Kabira in Syrië als onderdeel van een wijdvertakt handelsnetwerk. 
 In 3300 werd in Soemer de oudste vorm van het schrift uitgevonden, het pictografische schrift, waaruit later het spijkerschrift werd ontwikkeld.
Het besef van politieke eenheid neemt toe en de Koning van Soemer en Akkad bestuurt het hele land. Irrigatiewerken, tempeltorens en steden verrijzen als kenmerken van een bloeiende landbouwbeschaving in de Jemdet Nasr-periode (van 3100-2900).
Vanaf 2900 v.Chr. regeren de Koningen van Kisj over Neder-Mesopotamië, tot 2350. Deze periode heet Vroeg-dynastiek I. Uit die periode zijn de stadstaten van Ur, Lagash en Kish gekend. De helden van het Gilgamesjepos zijn koningen van Uruk. Ook de Koninklijke Begraafplaats van Ur dateert uit deze tijd en de eerste wetgever van de Koning Uruinimgina (Urukagina) van Lagasj.

### Het Rijk van Mari
Stroomopwaarts langs de Eufraat lag het rijk van Mari dat lange tijd (vanaf 2900) zijn eigen ontwikkeling kende.

### Akkadische Rijk
Rond 2350 vallen nomaden het land binnen en brengen er een nieuwe taal: het Akkadisch, de oudste vorm van het Semitisch. Sargon de Grote (2334-2279) is de eerste koning van Akkad. Hij is de stichter van het eerste wereldrijk in de geschiedenis door zijn verovering van zowel Noord-Mesopotamië, Elam als ook, op latere leeftijd, Neder-Mesopotamië. Dit rijk wordt nog verder noordwaarts uitgebreid door zijn kleinzoon Naram-Sin, die 'de Koning der vier windstreken' wordt genoemd. Door invallen van o.a. de Guti valt dit rijk weer uiteen.

### Neo-Sumerische Rijk
Later wist Utu-Khegal van Uruk de Guti te verdrijven. Zijn gouverneur sticht daarop de derde dynastie van Ur, die standhoudt van 2100 tot 2000 v.Chr.. Ur Nammu wordt "Koning van Soemer en Akkad" gekroond en laat tijdens de derde dynastie van Ur overal gebouwen oprichten. Hij laat ook het gewoonterecht vastleggen. Onder zijn zoon Sjulgi wordt het rijk nog verder uitgebreid en bereikt de literatuur, geschreven in het Soemerisch, haar hoogtepunt. Maar ten slotte vallen de Amorieten het land binnen en Ur werd verwoest door de Elamieten.

### De tijd van Isin en Larsa
Het land valt uiteen en er volgt een chaotische periode. Het is de tijd van de rivaliteit tussen stadstaten Isin en Larsa in het zuiden, het opkomende Eshnunna en Assur in het noorden. Lange tijd strijden deze staten om de hegemonie.

### Assyrië en Babylonië
Uiteindelijk ontstaan er twee machtscentra die lange tijd de geschiedenis van Mesopotamië gaan beheersen: Assyrië en Babylonië.
Dit is het begin van het Oud-Assyrische Rijk in het noorden.
De Amorieten stichtten in het zuiden de Eerste Dynastie van Babylon, waarvan Hammurabi de best gekende koning was. Hij verenigde een groot gebied, inclusief het rijk van Mari. Kort na zijn bewind begint zijn rijk echter al af te brokkelen en uiteindelijk komt het rijk ten val door aanvallen van de Hettieten in het noorden. In 1595 v.Chr. verwoesten zij de stad Babylon en er ontstaat opnieuw een chaotische situatie.
Daar maken de Kassieten gebruik van om vanuit Perzië het land te komen plunderen en het uiteindelijk te besturen vanuit hun hoofdstad Dur-Kurigalzu.
Het Midden-Assyrische Rijk ontstond omstreeks 1350 v.Chr. en kreeg rond 1200 v.Chr. ook te maken met moeilijke tijden, die men de brandcatastrofe noemt. Het rijk bleef echter als politieke eenheid overeind. Onder Tiglat-Pileser I heersten de Assyriërs over een rijk dat strekte van de Middellandse Zee tot aan de Perzische Golf.
Na Tiglat-Pileser volgde een duistere periode. Het Midden-Oosten viel uiteen in vele kleine onafhankelijke staten of stadstaatjes. In de regio waren de Arameeërs redelijk dominant.
Tijdens de Nieuw-Assyrische periode werd Israël in 738 en Egypte in 671 veroverd. Assurbanipal (669-627) kreeg te maken met velerlei opstanden, onder andere met zijn oudere broer, Shamash-shum-ukin. De laatste heerser, Sin-shar-ishkun, moest de duimen leggen tegen een gezamenlijk aanval van de Chaldeeën, Babyloniërs, Meden, Scythen en de Cimmeriërs, met de val van Ninive als gevolg (612 v.Chr.).
Het Nieuw-Babylonische Rijk kende onder Nebukadnezar een korte bloeiperiode. De Perzen bezetten het rijk van 538 v.Chr. tot 331 v.Chr. waarna het gebied in handen viel van Alexander de Grote van Macedonië.

## Bestuursvorm
Het land werd bestuurd door een koning die als een despotische vorst over zijn volk heerste. Hij werd net zoals in Egypte gezien als de vertegenwoordiger van de goden op aarde.
De stadsbestuurder (burgemeester) of de koning van het rijk had ook de verantwoordelijkheid voor de cultus. De goden konden overal worden aanbeden, maar zij woonden in een tempel, meestal op een berg, later een ziggurat met meerdere terrassen. In het onderste was er een keuken met opslagplaatsen, ateliers en allerlei cultusruimten. De godheid zelf had de bovenste verdieping en woonde in een houten beeld met goud overtrokken in een nis op een altaar in het heiligdom. De dagelijkse cultus bestond uit het voeden, wassen en verzorgen van de god, die daarom personeel in dienst had, die werden betaald met opbrengsten van de tempeldomeinen, waar burgers en voogden hun deel toe bijdroegen.
De koning werd gekroond tijdens het nieuwjaarsfeest. Er waren festivals en officiële feestdagen. Daarbij werden mysteriespelen opgevoerd en bepaalde mythen uitgebeeld. Handboeken voor het nakomen en achterhalen van de wensen van de goden werden geraadpleegd, evenals de sterren via astrologie en horoscopen.
Er zijn veel parallellen en overeenkomsten met de Egyptische manier van leven en de opvattingen daar.
Een opvallend verschil was wel hun opvatting over de geschiedenis: waar de Egyptenaren vooral zochten naar het cyclische, gingen de Mesopotamiërs op zoek naar het unieke, het eenmalige in de geschiedenis. Hierdoor schreven de Mesopotamiërs elke eenmalige gebeurtenis op, maar lieten het cyclische vallen, terwijl de Egyptenaren het cyclische bleven herhalen in hun geschriften en het unieke verdoezelden.

## Wetenschap en technologie
De Mesopotamiërs ontwikkelden vele technieken, waaronder metaalbewerking, de vervaardiging van glas, lampen, het weven van textiel, wateropslag en irrigatie. Het was een van de eerste gebieden waar koper bewerkt werd, gevolgd door bronslegeringen. Ook goud en later ijzer werden geproduceerd. Paleizen werden gedecoreerd met honderden kilo's van deze zeer kostbare metalen. Koper, brons en ijzer werden ook gebruikt voor wapens als zwaarden, dolken en speren.

### Wiskunde
De Mesopotamiërs gebruikten een 60-tallig getalstelsel. Dit is de bron van de huidige 60 seconden/minuten in een minuut/uur, de 24 uur in een dag, en de 360 graden in een cirkel. De Sumerische kalender deelde de week al in zeven dagen. Hun wiskundige kennis werd ook gebruikt in de vervaardiging van kaarten.

### Astronomie en astrologie
De Babylonische astronomen waren zeer geïnteresseerd in de studie van de sterren en de hemel, en konden reeds voorspellingen doen van eclipsen en zonsverduistering. Mensen dachten dat alles z'n doel had in de astronomie. Velen leefden aan de hand van hun hemerologie. Veel was hierbij gerelateerd aan religie en omens. In de Enuma Anu Enlil, een reeks van een 70-tal kleitabletten, werden gebeurtenissen aan de hemel gerelateerd aan het lot van de koning en het land. Ook werd voorspeld welke steden er door een komende maansverduistering getroffen zouden worden. Mesopotamische astronomen werkten een kalender uit van 12 maanden gebaseerd op de cycli van de maan. Ze deelde het jaar in twee seizoenen: zomer en winter. De oorsprong van de Babylonische astrologie ligt waarschijnlijk ook in deze tijd.

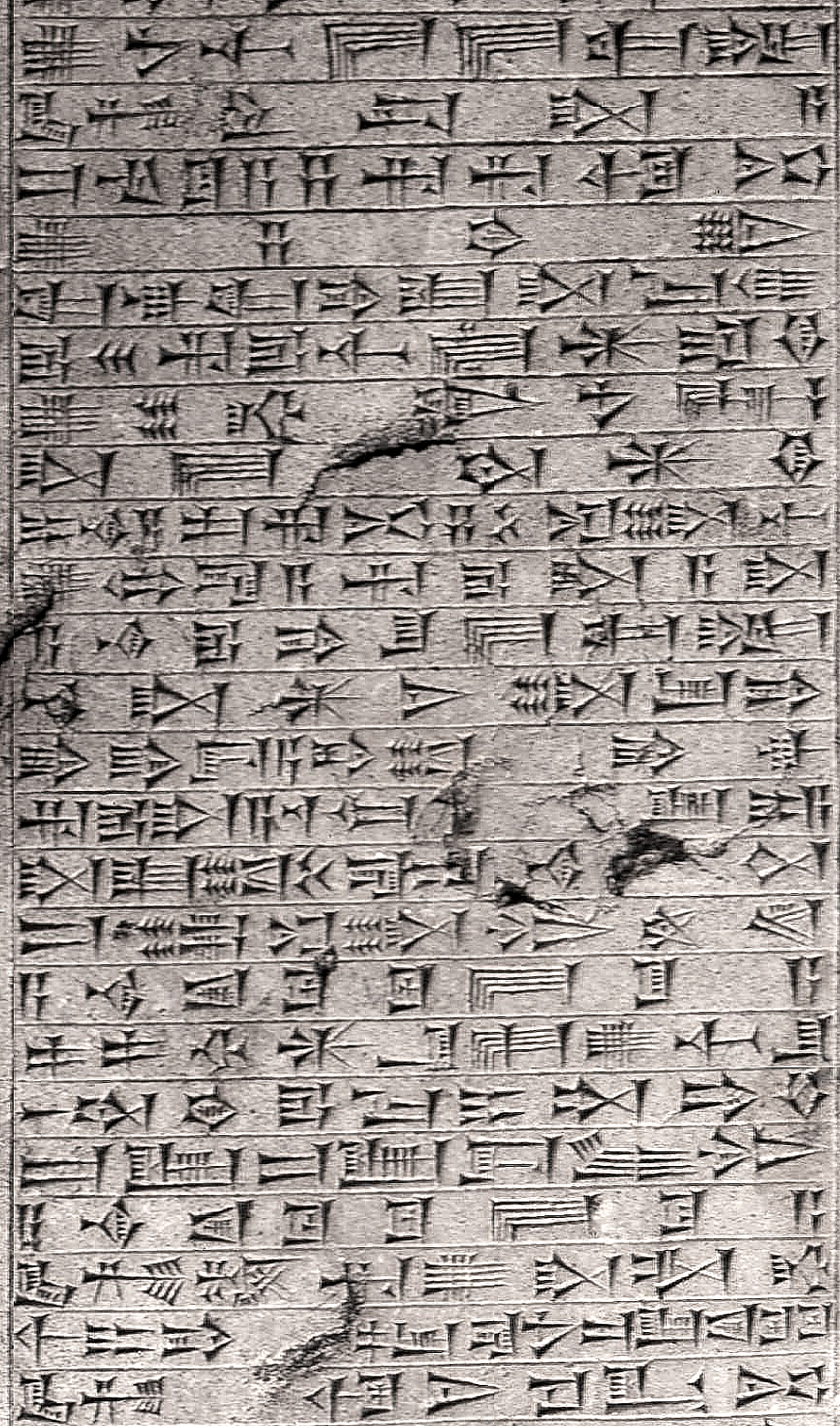
Een akkadische inscriptie

### Ontwikkeling van het schrift
In 3300 v.Chr. werd in Sumer de oudste vorm van schrift uitgevonden, het pictografische schrift, waaruit later het spijkerschrift werd ontwikkeld. De uitvinding van het schrift kwam tegemoet aan een economische noodzaak. Men moest een middel vinden om lijsten van koopwaren en voorraden bij te houden, en ook moesten contracten kunnen worden vastgelegd. Voor het ontstaan van het schrift gebruikte men al rekenstenen, kleine steentjes, later stukjes aardewerk, gegraveerd met geometrische tekens die dienden als kunstmatig geheugensysteem bij de afwikkeling van leveringen van goederen. De oudste kleitabletten zijn die van opsommingen van producten met getallen, en ze zijn in pictogramvorm. Door middel van een rolzegel werden contracten ondertekend.
In 2800 v.Chr. is de evolutie van beeldschrift naar klankschrift voltrokken. Dit betekent dat de voorstelling van een begrip in symboolvorm is gebeurd, zonder dat dit een andere betekenis heeft dan het aanduiden van een spraakklank. Dat is dus de overgang van ideogram naar fonogram.

## Kunst
Voor zover de volkeren van Mesopotamië in de lange geschiedenis van hun bestaan ook regelmatig in strijd leefden is de militaire invloed terug te vinden in het karakter van de kunst. In de beeldende kunst kwam dit tot uitdrukking in de vaak realistisch uitgebeelde strijd- en jachttaferelen. Dier en mens werden natuurgetrouw en frontaal weergegeven.

### Bouwkunst
In de bouwkunst werd veel gebruikgemaakt van klei, zuilen komen nooit voor. Bij gebrek aan hout werd aan gewelfbouw gedaan. Riet werd samengevoegd tot bundels die als draagbalken of steunberen dienden. Er werden reusachtige versterkte paleizen gebouwd uit leemtegels. Op de terrassen plantte men bomen en struiken voor verkoeling waardoor de zo genaamde hangende tuinen ontstonden. Binnen het paleis bevond zich de tempel waarvan de tempeltoren Ziggurat genoemd werd. Op de top van deze ziggurats bevond zich een altaar en de plaats waar astrologen de loop der sterren bestudeerden.
Aan de binnenkant zijn tempels met terracottastaafjes versierd met een kopje in zwart, rood of wit. Zij vormden geometrische patronen als ze in mozaïek werden gezet (kegelmozaïek). Aan het eind van het 2e millennium v.Chr. werd deze techniek voortgezet met geglazuurde bakstenen.
De meeste tempels zijn gebouwd in de Djemdet Nasr-tijd. Het zijn cultusplaatsen rond een centrale ruimte die via een zijkamer toegankelijk is. De offertafel met een symbool of beeld van een god stond er links als men binnenkwam. De berg is de plaats waar zich goddelijke machten manifesteren, daarom staat een tempel ook altijd ofwel op een berg ofwel op een kunstmatige ophoging in terrasvorm met een trap naar de ingang ervan. Op dit podium konden ook rituele en andere bijeenkomsten worden gehouden. De Witte Tempel staat op de goed bewaarde ziggurat van Uruk, het moderne Warka (Bijbels: Erech), daterend van ca. 3500-3000 v.Chr.
In Chafadji was er een Ovale Tempel en in Brak een Tempel van het Oog (ca. 3000-2450). Op de wit gepleisterde muren stonden koperen lijsten met afbeeldingen van het oog. Er werden daar vele duizenden witte of zwarte albasten beeldjes met de afbeelding van het oog opgesteld. Men noemt dit de brillenbeeldjes, maar zij hebben uiteraard een mythisch religieuze betekenis. Overigens kon men aan de vorm van een tempel afleiden voor welke godheid deze gebouwd was.

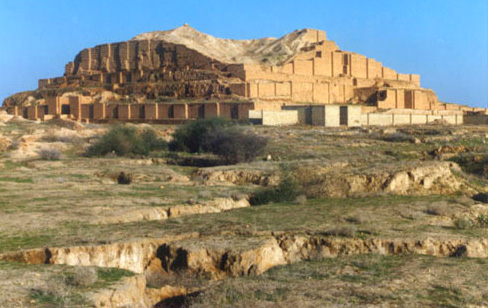
Dur-Untash, of Choqa zanbil, gebouwd in de 13e eeuw v.Chr. door Untash Napirisha, is een van 's werelds best bewaarde ziggoerats. Nabij Susa, Iran.

Uit ca. 2250 v.Chr. dateert het Paleis van Naram Sin in Brak. Het heeft een voorgevel van meer dan honderd meter en is daarmee het oudste gebouw uit de Oud-Akkadische Tijd. Een ander paleis van latere datum, dat van Zimirlin in Mari dateert uit ca. 1770 v.Chr. en bezat niet minder dan 300 vertrekken. Er waren er vele met kleurrijke fresco's versierd (voornamelijk oker, rood en zwart op witte achtergrond, met details in blauw, geel en groen). Menselijke figuren werden en profil getoond, de romp en face, het oog van voor gezien. Het zijn religieuze scènes en jachttaferelen. Dierfiguren zijn er in meer realistische weergave.
De koningsgraven van Ur die in 1927 werden ontdekt, bevatten grote hoeveelheden schatten, waaruit de verfijnde cultuur mag blijken. De zestien koninklijke tombes bestonden uit ondergrondse ruimten, door gangen te bereiken en overwelfd door ton- of koepelgewelven van vaak rijk gedecoreerde tegels. Voor de gewonere stervelingen waren er grafvelden en familiekelders.

### Beeldhouwkunst
Een der oudste beeldhouwwerken is het 'masker van Warka', een indrukwekkende witmarmeren vrouwenkop uit Uruk, te bezichtigen in het Nationaal Museum van Irak in Bagdad en daterend uit ca. 3500-3000 v.Chr.. Het bevat ook goud en lapis lazuli, bijeengehouden door bitumen. De beeldhouwkunst blijkt verder uit votiefbeeldjes uit talloze heiligdommen.
Zeer bekend is ook de Vaas van Uruk, een albasten vaas uit een stuk van meer dan een meter hoogte, volledig met reliëfs versierd.

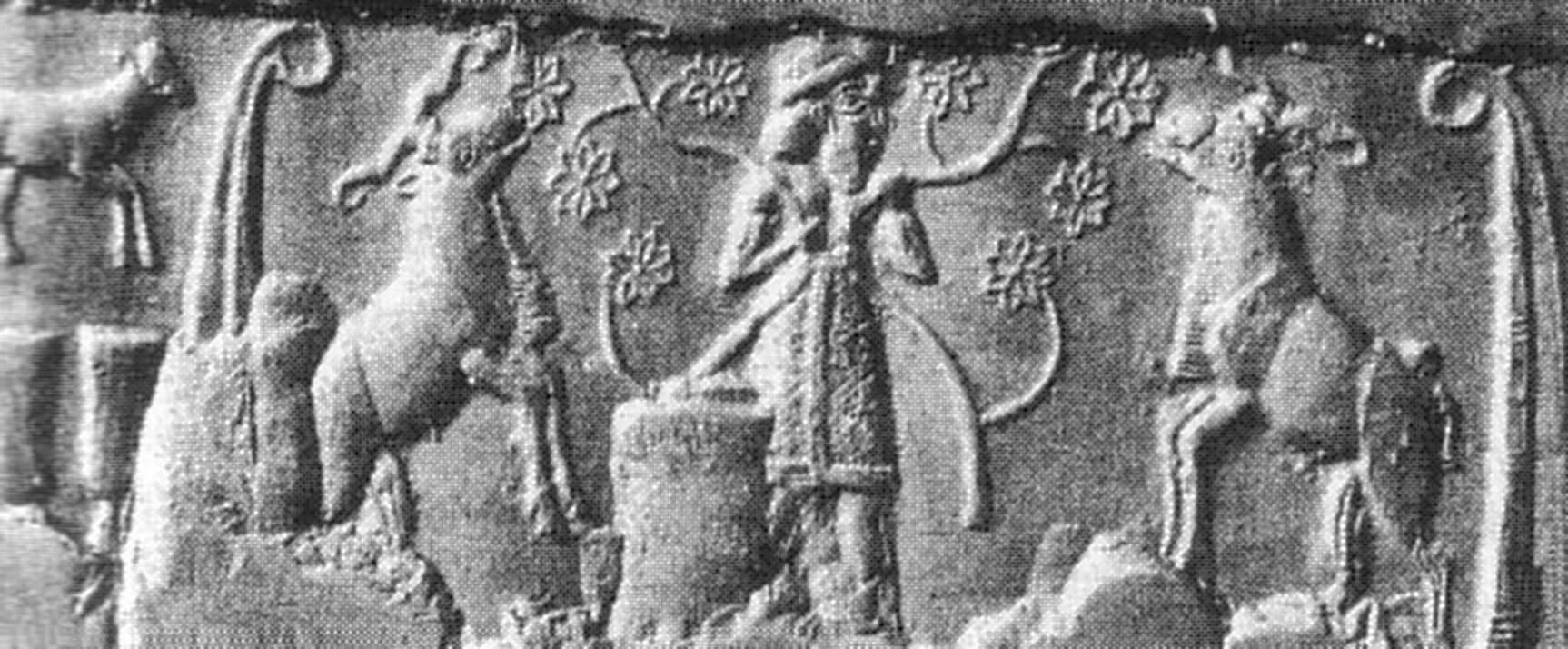
Rolzegel klei-afdruk uit de Urukperiode

Bij de Sumeriërs was een speciale mozaïektechniek bekend waarbij gekleurde kalksteenstukjes, schelpen en lapis lazuli met bitumen op houten dragers werden bevestigd. Als sieraden werden kralen en gouden hoofdtooien gebruikt.
Vanaf de Urukperiode werden rolzegels gemaakt uit hardsteen. Op de ronde kant van de cilinder werden voorstellingen uitgesneden. Door met deze rolzegel over een velletje klei te rollen werd het beeld netjes in dat kleitabletje gedrukt. Dergelijke tabletjes dienden als herkenningslabel die aan kruiken met handelswaar werden geknoopt. Ook brieven als kleitablet konden ermee worden getekend.

### Literaire kunsten
Een van de belangrijke boeken, uit de derde dynastie van Ur (ca. 2100 tot 2000 v.Chr.) is het Gilgamesj-epos met in 11 kleitabletten het leven van de legendarische koning van Uruk en zijn metgezel Enkidu. Er dateren ook tienduizenden administratieve en andere teksten uit deze tijd.

## Religieuze opvattingen en mythologie
De natuurfenomenen die van invloed waren op de agrarische cultuur werden de thema's waarrond zich de religieuze en filosofische opvattingen vormden. Nadien, vanaf het derde millennium v.Chr. werden goden in mensengestalte vereerd en werd iedere godheid vergeleken met een macht met een eigen ambt of functie, zoals die in het toenmalige bestuur gold. Tijdens het tweede millennium v.Chr. nam het belang van persoonlijk geloof toe. Daarbij werd meer en meer aandacht geschonken aan begrippen als 'zonde' en 'vergiffenis'.
Talrijke goden worden vernoemd in de mythen, hymnen en epen. Zij waren ontstaan uit het samengaan van 'zoetwater' (Apsu) en 'zoutwater' Tiamat. Daaruit ontstond de atmosferische godheid Anu en de watergodin Ea, met als zoon Marduk. De goden werden met de landadel vergeleken, en kregen elk hun eigen tempel en landerijen toegewezen. Ze zetelen in een goddelijke raad die de wereld bestuurt. Anu staat er aan het hoofd van en heerst over de sterren. Hij is dan ook de hoofdverantwoordelijke voor de kalender, die van het grootste belang was, net zoals in Egypte, voor het berekenen van de seizoenen en vooral het tijdstip van de vloed van de rivieren. Op de tijdskalender was het hele agrarische systeem berekend, daarzonder riskeerde men hongersnood. Enlil was de verantwoordelijke voor de wind en de landbouw. Utu was de zonnegod en Ninhursag de godin van de stenen grond en van de geboorte.
In bezweringen, gebeden, mythen, inscripties etc. werd Inanna/Isjtar vereerd en aangeroepen als de brengster van levenskracht. Maar er was ook een donkere kant aan deze godin van leven. Als godin van vruchtbaarheid en seksualiteit had ze tevens de kracht landbouwgrond te vernietigen en dieren onvruchtbaar te maken.
De mens zou volgens een mythe ontstaan zijn uit de aarde, gewoon gegroeid zoals gras en groente. Maar volgens een andere mythe zou hij door Enki en zijn moeder Nammu of de godin van de geboorte, Ninhursag, tot leven zijn gebracht uit het levensvocht (bloed) van opstandige goddelijke wezens. De mens kan in het hiernamaals een schaduwbestaan leiden dankzij deze tweevoudige natuur.

## Talen
De talen van de politieke eenheden van het oude Mesopotamië behoorden tot verschillende taalgroepen, maar de meesten waren Semitisch, meer bepaald Akkadische talen binnen de Oost-Semitische ondergroep. De Akkadische talen bestaan uit Oud-Akkadisch, uit de tweede helft van het derde millennium v.Chr., en de daaropvolgende Assyrische en Babylonische talen (in het noorden, resp. het zuiden van Mesopotamië). Beiden worden nog onderverdeeld in verschillende historische fasen, te beginnen rond 2000 v.Chr. We weten niet wanneer Akkadische talen hun intrede deden in Mesopotamië, maar de oudste vermeldingen van Akkadische persoonsnamen komen voor in Soemerische teksten (een andere, niet-Semitische taal) rond 2600 v.Chr.
Het Soemerisch zelf is een isolaat, d.w.z. een taal die met geen enkele andere bekende taal verwant is. Van alle oude talen heeft ze de langste literaire traditie, over een periode van ongeveer 3000 jaar. Het precieze historische en geografische bereik van de taal vormt het voorwerp van veel speculatie. Ze was ooit de meest gesproken taal in het zuiden van Mesopotamië (het huidige Irak ten zuiden van Bagdad), maar het is onbekend of de taal ook buiten dat gebied verspreid raakte. Het Soemerische woord voor Sumer wordt getranslitereerd als kiḡir. De oudste Soemerische teksten zijn de ongeveer 5000 kleitabletten uit de afvalhoop van het heiligdom van Uruk, geschreven rond 3200 v.Chr. in een vroege vorm van spijkerschrift. Samen met Egyptische hiërogliefen en sommige teksten uit de Indusvallei en uit China behoren ze tot de oudste nog bewaarde geschreven teksten ooit.
Hoewel Soemerisch en Akkadisch niet tot dezelfde taalfamilie behoren, heeft het langdurig contact geleid to sterke Soemerische invloeden in de Akkadische fonologie, morfologie, syntaxis en woordenschat. Het Babylonisch heeft deze invloeden sterker ondergaan dan het Assyrisch. Akkadiërs en Eblaïeten (zie hieronder) namen van de Soemeriërs het spijkerschrift over om hun eigen taal te schrijven.
Ook van het Elamitisch, de taal van het rijk der Elamieten rond de stad Susa in het huidige Iran, is geen verwantschap met andere talen bekend. Hierbij dient opgemerkt dat twee alfabetten in documenten uit het oude Elam nog onontcijferd blijven. De Elamieten zelf noemden hun land Hatamti. Buiten de streek Khuzestan rond Susa zijn teksten aangetroffen in Persepolis en Anshan en langs de weg tussen deze steden Susa. In het midden van West-Iran zijn meertalige rotsinscripties gevonden uit 520-450 v.Chr. met een Elamitische versie, en ook bij Van in het oosten van Turkije. Samen bestrijken de bewaard gebleven Elamitische teksten de periode 2300-350 v.Chr.
In de Noord-Syrische plaats Tell Mardikh werden op het einde van de jaren 1960 de overblijfselen gevonden van de stad Ebla. Aanvankelijk werd vermoed dat Eblaïtisch een West-Semitische taal was, maar recenter onderzoek heeft een nauwe verwantschap met Oud Akkadisch aangetoond. De enkele duizenden teksten zijn ongeveer even oud als het Oud-Akkadisch materiaal van rond 2400 v.Chr.